# Dusmetia ceballosi
Dusmetia ceballosi är en stekelart som beskrevs av Mercet 1921. Dusmetia ceballosi ingår i släktet Dusmetia och familjen sköldlussteklar.
Artens utbredningsområde är:
- Tjeckien.
- Slovakien.
- Rumänien.
- Spanien.
- Kroatien.
- Slovenien.

Inga underarter finns listade i Catalogue of Life.